# Восточная литература (сайт)
«Восто́чная литерату́ра» — некоммерческий сайт, содержащий публикации на русском языке первоисточников — летописей, хроник, мемуаров, документов, описаний путешествий и др. Сайт содержится на личные средства энтузиастов.
Самая крупная в России электронная коллекция систематизированных средневековых исторических источников Востока и Запада. Источники систематизированы, поиск текстов возможен по алфавитному и хронологическому принципу, поиск документов — по географическому принципу. Отдельными списками приводятся таблицы и карты (есть коллекция карт Древней Руси, средневековой Европы и Византии).
Библиография в некоторых случаях охвачена по настоящее время. Библиографические указатели русских периодических исторических изданий XIX—XX веков, в том числе указатели изданий Археографической комиссии, Сборника Императорского русского географического общества, Сборника Императорского русского исторического общества, издания «Средние века» (с 1942 года по н. в.) и др.

## Хронологические рамки первоисточников
На сайте выложены следующие материалы:
- относящиеся к Европе, России, Северной и Южной Америки за период с IV века по 1800 год;
- относящиеся к Африке и Азии, включая Османскую империю, азиатской части России, Кавказу и Средней Азии за период с IV века до 1914 года.

К исключениям относятся материалы по Крымской, русско-турецкой 1877—1878 гг. и русско-японской войнам, поскольку по ним в Интернете уже представлено большое количество материалов.

## История развития сайта
Идея создания сайта-электронной библиотеки первоисточников появилась в мае 2001 года изначально как vostlit.narod.ru. Предполагалась публикация исторических текстов средневекового Востока в Интернете, зачастую весьма малотиражных (отсюда происходит название сайта). К этому направлению весьма быстро добавились и публикации текстов Западной Европы. Со временем расширялись и временные рамки, охватывая не только период Средневековья, но также и Новое время.
Затем был запущено зеркало на vostlit.by.ru, однако в середине 2004 года объём материалов сайта переполнил выделенную квоту. 5 июля 2005 года был запущен нынешний сайт vostlit.info.
В процессе работы над сайтом стало ясно, насколько малое количество таких текстов переведено на русский язык, поэтому было решено также заняться и собственно переводами. В число впервые и полностью переведённых попали следующие тексты:
- «Кёльнская королевская хроника» (Chronica Regia Coloniensis);
- «История Англии» Вильяма Ньюбургского (Historia rerum anglicarum);
- «О Литве» Энея Сильвия Пикколомини (De Lituania);
- «Хроника Людовика IV»;
- «Извлечение из прусских дел» Самбийского Каноника (Canonici Sambiensis Epitome Gestorum Prussie);
- Краткие прусские анналы;
- Иллюстрированная хроника о императоре Генрихе VII и курфюрсте Балдуине Люксембургском 1308—1313;
- Хроника о герцогах Баварии (Chronica De Ducibus Bavariae);
- Большие и малые анналы Кольмара (Annales Colmarienses Maiores/Minores);
- Константинопольское опустошение (Devastatio Constantinopolitana);
- Латинская хроника королей Кастилии (Chronica Latina Regum Castellae);
- Пельплинские анналы (Annales Pelplinenses);
- Пелайо из Овьедо. Хроника королей Леона (Cronicon Regnum Legionensium);
- Адальберт. Продолжение Регинона Прюмского (Adalberti Continuatio Reginonis);
- Хроника Альфонсо III (Chronica De Alfonso III);
- Анналы святого Аманда (Annales Sancti Amandi);
- Тилианские анналы (Annales Tiliani);
- Петавианские анналы (Annales Petaviani);
- Лоббские анналы (Annales Laubachenses).

и многие другие.
Новым этапом в развитии сайта стало начало публикации источников по Кавказским войнам XIX века. Соответственно, временно́й предел выставленных источников был поднят до начала XX века.

## Включение одного из проектов «Восточной литературы» в НЭС
Исторический глоссарий из проекта «Елише. Слово о войне Армянской» сайта «Восточная литература» был включен в качестве источника в проект Виктора Коркия «Национальная Энциклопедическая Служба», а именно в Национальную Историческую Энциклопедию.

## Сайт в методической литературе вузов
Благодаря электронным публикациям исторических источников сайт «Восточная литература» стал включаться в методические справочники исторических и других факультетов различных вузов: в Томском государственном университете, МГУ им. Ломоносова, АГПА, ПермГУ, ЧГА, Института философии РАН, ИВР РАН и др.

## Участники проекта
«Восточная литература» также активно сотрудничает с переводчиками и публикует их работы, тем самым увеличивая базу данных переведённых источников и делая свой ресурс уникальным в своём роде.